# Grijze stormvogel
De grijze stormvogel (Fulmarus glacialoides) is een vogel uit de familie van de stormvogels en pijlstormvogels (Procellariidae). Het is een zeevogel van het zuidelijk halfrond.

## Kenmerken
Deze vogel is gemakkelijk te herkennen aan de bleekgrijze bovenzijde en de witte onderzijde. De randen van de vleugels zijn donker. De onderkant van de slagpennen hebben een witte schijn. De vleugeltoppen bevatten veel zwart. De lichaamslengte bedraagt 45 tot 50 cm en de spanwijdte 114 tot 120 cm.

## Leefwijze
Het voedsel bestaat voornamelijk uit krill en vis, maar ook pijlinktvis, aas en afval, afhankelijk van de locatie. Ze zoeken hun voedsel waarschijnlijk 's nachts in groepsverband, vaak samen met andere vogelsoorten, zoals Kaapse stormvogels, wanneer er op een bepaalde plek veel voedsel te vinden is, zoals scholen krill, of in de nabijheid van vissersboten.

## Voortplanting
In de broedkolonies komen honderden vogels samen. Ze bevinden zich op kliffen in ijsvrije gebieden. De vogels strijken er in oktober neer. Het nest is een smalle uitgekrabde holte afgebakend met stukjes steen. Het bevindt zich op een plek die beschermd is tegen de wind op een rif of in een rotsspleet. Het vrouwtje legt einde november of begin december één ei. Beide ouders broeden het gedurende ongeveer 45 dagen uit, met beurtrollen van 3 tot 9 dagen. Na 52 dagen is de jonge vogel zelfstandig.

## Verspreiding en leefgebied
Grijze stormvogels komen rondom het ganse Antarctische continent voor, vaak aan de rand van het pakijs. Broedkolonies bevinden zich op een aantal eilanden rond Antarctica, zoals de Zuidelijke Sandwicheilanden, de zuidelijke Orkneyeilanden, de Zuidelijke Shetlandeilanden, Bouveteiland en Peter I-eiland. Ze broeden ook op verschillende plaatsen langs de kust van Antarctica. In de winter vliegen ze naar het noorden tot 40° zuiderbreedte. Ze volgen de Humboldtzeestroming tot in Peru. Af en toe zie je ze ook overwinteren voor de kusten van Zuid-Afrika, het zuiden van Australië en Nieuw-Zeeland.

## Bedreiging
Zuidpooljagers gaan vaak aan de haal met achtergelaten eieren en kuikens. Extreme weersomstandigheden zijn de belangrijkste oorzaken van kuikensterfte.

## Status
De grootte van de populatie is in 2004 geschat op 4 miljoen volwassen vogels. Op de Rode lijst van de IUCN heeft deze soort de status niet bedreigd.